# Dorothy Hardisty
Dorothy Hepburn Hardisty, nascida Jones (1881-1973) foi uma funcionária pública e humanitária inglesa. Como Secretária Geral do Movimento das Crianças Refugiadas (RCM) de 1940 a 1948, trabalhou para o bem-estar das crianças judias refugiadas que chegaram ao RCM.

## Biografia
Dorothy Hardisty nasceu a 4 de julho de 1881, filha de Francis Jones, que leccionou na Manchester Grammar School, e Jessie, nascida Ferguson. Ela formou-se na Universidade de Manchester antes de se tornar funcionária pública, tornando-se funcionária pública sénior no Ministério do Trabalho. Em 1940 foi nomeada Secretária Geral do Movimento das Crianças Refugiadas, responsável por assegurar que dez mil crianças refugiadas tivessem lares, educação, formação e emprego. Enquanto ela criava Comités Regionais para descentralizar o trabalho, ela mesma mantinha arquivos de cada criança e tinha interesse pessoal no seu bem-estar. Dorothy foi premiada com o MBE em 1946.
Deixando o RCM em 1948, ela dirigiu a Violet Melchett Infant Welfare Clinic em Chelsea por quase vinte anos, aposentando-se aos 86 anos.